# Billesdon
Billesdon is een civil parish in het bestuurlijke gebied Harborough, in het Engelse graafschap Leicestershire met 901 inwoners.